# ایستگاه قطار واسا
ایستگاه قطار واسا (انگلیسی: Vaasa railway station، فنلاندی: Vaasan rautatieasema سوئدی: Vasa järnvägsstation) در شهر واسا، فنلاند واقع شده است. این ایستگاه در امتداد راه‌آهن سینه‌یوکی–واسا قرار دارد؛ این ایستگاه یکی از پایانه‌های قطارهای مسافربری است که از این خط استفاده می‌کنند و ایستگاه همسایه آن در شرق، تروایوکی است.